# Futbol'nyj Klub Dinaz Vyšhorod
Il Futbol'nyj Klub Dynaz Vyšhorod (in ucraino Футбольний клуб Діназ Вишгород?), noto semplicemente come FC Dynaz Vyšhorod, è una società calcistica ucraina che milita nella Druha Liha, la terza serie del campionato ucraino.

## Storia
Il club è stato fondato nel 1999. Nel 2019 viene promossa nella Druha Liha, la terza categoria del campionato ucraino. Nel 2023 è stata promossa nella Perša Liha, la seconda categoria più alta del campionato ucraino, per la stagione 2022-2023. Nell'estate 2024 a seguito di alcuni problemi finanziari, dei finanziatori entrano a far parte del club evitando la disintegrazione della squadra. Vengono acquistati alcuni giocatori importanti come Jevhen Cepurnenko, Vladyslav Ohirja, Jehor Kartušov, Dmytro Kulyk. Mentre come allenatore viene assunto Oleksandr Rjabokon' ex allenatore del Desna Černihiv.

## Stadio
Il club ha sempre giocato nel proprio impianto cittadino nello Stadio Dinaz, con capienza di 1000 spettatori.

## Rosa 2024-2025
Aggiornata al 10 marzo 2024.
| N. |                    | Ruolo | Calciatore            |
| -- | ------------------ | ----- | --------------------- |
| 1  | Ucraina (bandiera) | P     | Vadym Dmytrochenko    |
| 5  | Ucraina (bandiera) | C     | Dmytro Jeremenko      |
| 7  | Ucraina (bandiera) | A     | Vyacheslav Shevchenko |
| 11 | Ucraina (bandiera) | C     | Gleb Venger           |
| 14 | Ucraina (bandiera) | A     | Andriy Novikov        |
| 16 | Ucraina (bandiera) | A     | Artem Khotsyanovskyi  |
| 19 | Ucraina (bandiera) | D     | Evgeny Yarmak         |
| 21 | Ucraina (bandiera) | C     | Danylo Kirichenko     |
| 22 | Ucraina (bandiera) | D     | Bohdan Kobzar         |
| 24 | Ucraina (bandiera) | C     | Andriy Voloshyn       |
| 25 | Ucraina (bandiera) | A     | Egor Shkurat          |
| 27 | Ucraina (bandiera) | C     | Serhij Staren'kyj     |
| 28 | Ucraina (bandiera) | D     | Maksym Vorona         |

| N. |                    | Ruolo | Calciatore           |
| -- | ------------------ | ----- | -------------------- |
| 76 | Ucraina (bandiera) | P     | Vyacheslav Borysenko |
|    | Ucraina (bandiera) | P     | Igor Potimkov        |
|    | Ucraina (bandiera) | D     | Mykhaylo Rudavskyi   |
|    | Ucraina (bandiera) | C     | Andrij Tkačuk        |
|    | Ucraina (bandiera) | C     | Jaroslav Martynjuk   |
|    | Ucraina (bandiera) | C     | Ruslan Palamar       |
|    | Ucraina (bandiera) | C     | Stanislav Morarenko  |
|    | Ucraina (bandiera) | C     | Illja Kovalenko      |
|    | Ucraina (bandiera) | C     | Vitalij Hemeha       |
|    | Ucraina (bandiera) | C     | Jevhen Cepurnenko    |
|    | Ucraina (bandiera) | C     | Vladyslav Ohirja     |
|    | Ucraina (bandiera) | C     | Jehor Kartušov       |
|    | Ucraina (bandiera) | C     | Dmytro Kulyk         |

## Rosa 2023-2024
Aggiornata al 10 marzo 2024.
| N. |                    | Ruolo | Calciatore            |
| -- | ------------------ | ----- | --------------------- |
| 1  | Ucraina (bandiera) | P     | Vadym Dmytrochenko    |
| 5  | Ucraina (bandiera) | C     | Dmytro Jeremenko      |
| 7  | Ucraina (bandiera) | A     | Vyacheslav Shevchenko |
| 11 | Ucraina (bandiera) | C     | Gleb Venger           |
| 14 | Ucraina (bandiera) | A     | Andriy Novikov        |
| 16 | Ucraina (bandiera) | A     | Artem Khotsyanovskyi  |
| 19 | Ucraina (bandiera) | D     | Evgeny Yarmak         |
| 21 | Ucraina (bandiera) | C     | Danylo Kirichenko     |
| 22 | Ucraina (bandiera) | D     | Bohdan Kobzar         |
| 24 | Ucraina (bandiera) | C     | Andriy Voloshyn       |
| 25 | Ucraina (bandiera) | A     | Egor Shkurat          |
| 27 | Ucraina (bandiera) | C     | Serhij Staren'kyj     |

| N. |                    | Ruolo | Calciatore           |
| -- | ------------------ | ----- | -------------------- |
| 28 | Ucraina (bandiera) | D     | Maksym Vorona        |
| 76 | Ucraina (bandiera) | P     | Vyacheslav Borysenko |
|    | Ucraina (bandiera) | P     | Igor Potimkov        |
|    | Ucraina (bandiera) | D     | Mykhaylo Rudavskyi   |
|    | Ucraina (bandiera) | C     | Andrij Tkačuk        |
|    | Ucraina (bandiera) | C     | Jaroslav Martynjuk   |
|    | Ucraina (bandiera) | C     | Mychajlo Serhijčuk   |
|    | Ucraina (bandiera) | C     | Ruslan Palamar       |
|    | Ucraina (bandiera) | C     | Stanislav Morarenko  |
|    | Ucraina (bandiera) | C     | Illja Kovalenko      |
|    | Ucraina (bandiera) | C     | Vitalij Hemeha       |

## Allenatori e presidenti

### Allenatori
Di seguito sono riportate le liste degli allenatori e dei presidenti che si sono succeduti alla guida del club nella sua storia.
- 1999–2001  Valeriy Syvashenko
- 2001  Volodymyr Kozhukhov
- 2007–2014  Oleh Spichek
- 2013–2014  Oleksandr Yezhakov
- 2014–2016  Mykhailo Stelmakh
- 2016–2017  Ihor Prodan
- 2017  Mykola Slobodianyuk
- 2018–2021  Volodymyr Bondarenko
- 2022–2024  Oleksandr Holovko
- 2024–oggi  Oleksandr Rjabokon'

## Palmarès

### Altri piazzamenti
- Druha Liha:

Terzo posto: 2020-2021